# Хайме II (король Мальорки)
Хайме II (кат. Jaume II; 31 мая 1243 — 29 мая 1311) — король Мальорки, граф Руссильона, граф Сердани с 1276 года. Сын короля Арагона Хайме I и Виоланты Венгерской.

## Биография

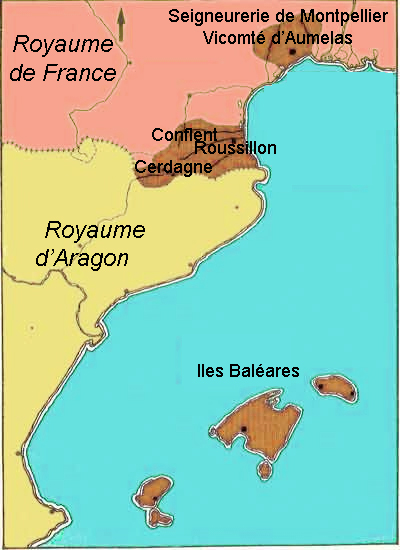
Королевство Майорка в 1276 году

После смерти Хайме I Арагонского его владения были разделены между сыновьями: Хайме II получил три из четырёх Балеарских островов (Мальорку, Ивису и Форментеру), графства Руссильон и Графство Сердань, сеньорию Монпелье, баронство Омелас и виконтство Карладес. Все вместе они образовали вассальное Арагону королевство Мальорку.
Кроме того, Хайме собирал дань с мусульман, контролировавших четвёртый из Балеарских островов, Менорку. Таким образом, под его властью оказалось больше территорий, чем у его брата Педро Арагонского.
После смерти брата не захотев оставаться вассалом Арагона, Хайме объединился с королём Франции Филиппом III и папой Мартином IV против племянника, нового короля Арагона Альфонсо III, но в 1285 году в сражении у Формигеса был разбит. Альфонсо аннексировал Балеарские острова и в 1287 году отвоевал у арабов Менорку.
Однако в 1295 году при посредничестве нового папы Бонифация VIII Балеарские острова были возвращены Хайме Майоркскому, который при этом подтвердил свой статус вассала Арагона. После чего Хайме больше не воевал.
В оставшиеся годы он занимался укреплением городов и развитием экономики. Король реформировал денежную систему своего государства, поощрял развитие ремёсел, занимался строительством дворцов и церквей в Перпиньяне и Пальме. При нём были основаны дипломатические консульства в Гранаде и Северной Африке.

## Семья
От брака с Эскларамундой де Фуа родились:
- Хайме (1274—1330) — отказался в 1299 году от короны и стал монахом-францисканцем
- Санчо I (1276—1324) — король Майорки
- Фернандо (1278—1316) — инфант Майорки, виконт Омеласа, сюзерен Фронтиньяна, отец Хайме III
- Изабела (1280—1301) — инфанта Майорки, жена Хуана Мануэля
- Санча (ок. 1285—1345) — королева Неаполя, вторая жена Роберта Мудрого
- Филип (1288—1342) — инфант Майорки, каноник епархии Перпиньян-Эльне, архидиакон в Конфлане, аббат Нарбонны, между 1324 и 1329 был регентом королевства Майорка при малолетнем Хайме III.